# Charge It 2 da Game
Charge It 2 da Game è il secondo album del rapper statunitense Silkk the Shocker, pubblicato nel 1998 da No Limit e Priority Records. Il prodotto, un album gangsta mediocre, presenta delle sonorità diverse rispetto ai suoi pari – gli altri album della No Limit – soprattutto grazie agli ospiti di livello, tra cui Snoop Dogg, le Destiny's Child, 8Ball e Mystikal.
A poco più di un mese dall'uscita, la RIAA lo certifica disco di platino.
| Recensione | Giudizio |
| ---------- | -------- |
| AllMusic   | [ 1 ]    |

## Tracce
1. I'm a Soldier (featuring Master P, C-Murder, Fiend, Mystikal, Mac, Skull Duggery, Big Ed the Assassin, Lil' Gotti & Mia X) – 5:09 – KLC
2. Give Me the World – 3:03 – Beats By The Pound
3. Throw Yo Hood Up (featuring Master P & Snoop Dogg) – 5:09 – Beats By The Pound
4. Just Be Straight With Me (featuring Destiny's Child, Master P, Mo B. Dick & Odell) – 4:21 – Craig B
5. If I Don't Gotta (featuring Fiend & Master P) – 5:24 – Beats By The Pound
6. Spotaggin (Skit) – 0:23 – Beats By The Pound
7. We Can Dance – 5:18 – Beats By The Pound
8. Mama Always Told Me (featuring 8Ball, C-Murder & Master P) – 4:39 – Beats By The Pound
9. You Ain't Gotta Lie to Kick It (featuring Mia X & Big Ed the Assassin) – 5:03 – Beats By The Pound
10. Thug 'N' Me (featuring Master P, Mo B. Dick, Ms. Peaches & Odell) – 4:48 – Beats By The Pound
11. All Night (featuring Mo B. Dick) – 4:02 – Beats By The Pound
12. Who Can I Trust? – 3:35 – Beats By The Pound
13. It Ain't My Fault (featuring Mystikal) – 3:19 – Beats By The Pound
14. What Gangstas Do (featuring Kane & Abel & Mo B. Dick) – 3:56 – Beats By The Pound
15. Ummm (Skit) – 1:02 – Beats By The Pound
16. Let Me Hit It (featuring Master P & Mystikal) – 2:42 – KLC
17. How Many Niggas? (featuring C-Murder, Master P, Mia X & Mystikal) – 4:12 – Beats By The Pound
18. Who I Be? (featuring Master P) – 3:40 – Beats By The Pound
19. Tell Me (TRU) – 4:29 – Beats By The Pound
20. Me And You (featuring Master P) – 3:25 – Beats By The Pound

## Classifiche settimanali
| Classifica (1998)         | Posizione massima |
| ------------------------- | ----------------- |
| Stati Uniti               | 3                 |
| US Top R&B/Hip-Hop Albums | 1                 |